# HD 109931
HD 109931，又名BD-17 3668，SAO 157415、HR 4809，是一颗恒星，视星等为6，位于銀經298.71，銀緯44.52，其B1900.0坐标为赤經12h 33m 31.2s，赤緯-17° 44.52′ 3″。